# Alan Monegat
Alan Patrick Monegat (n. São Lourenço, Brasil, 27 de marzo de 1983) es un exfutbolista brasileño. Jugaba de mediocampista y jugó en diversos equipos de Brasil, Alemania, Portugal y Chile. Poco años después de su retiro como jugador, el sitio chileno Pelotudos.cl realizó una lista de los 37 jugadores brasileños, que jugaron en la Primera División de Chile, durante los últimos 20 años y Monegat quedó ubicado en el puesto 17 de esa lista.

## Clubes
| Club                  | País     | Año       |
| --------------------- | -------- | --------- |
| Figueirense           | Brasil   | 1998-2000 |
| Alemannia Aachen      | Alemania | 2000-2001 |
| Académica             | Portugal | 2002-2003 |
| Figueirense           | Brasil   | 2003-2004 |
| Deportes Melipilla    | Chile    | 2005      |
| Arturo Fernández Vial | Chile    | 2006      |
| Vöcklabrucker SC      | Austria  | 2006-2007 |
| São Gabriel           | Brasil   | 2008      |
| E.C. Milan            | Brasil   | 2009      |
| Juventus Jaraguá      | Brasil   | 2010      |
| Garibaldi             | Brasil   | 2010      |
| Central               | Brasil   | 2011      |
| Imbituba              | Brasil   | 2011      |
| Sapucaiense           | Brasil   | 2012      |